# Samuel McKee (Politiker, 1833)
Samuel McKee (* 5. November 1833 in Mount Sterling, Montgomery County, Kentucky; † 11. Dezember 1898 in Louisville, Kentucky) war ein US-amerikanischer Politiker. Zwischen 1865 und 1869 vertrat er zweimal den Bundesstaat Kentucky im US-Repräsentantenhaus.

## Werdegang
Samuel McKee besuchte die öffentlichen Schulen seiner Heimat. Danach studierte er bis 1857 an der Miami University in Oxford (Ohio). Nach einem anschließenden Jurastudium an der Cincinnati Law School und seiner 1858 erfolgten Zulassung als Rechtsanwalt begann er in Mount Sterling in diesem Beruf zu arbeiten. Während des Bürgerkrieges war er Hauptmann im Heer der Union.
Bei den Kongresswahlen des Jahres 1864 wurde McKee im neunten Wahlbezirk von Kentucky in das US-Repräsentantenhaus in Washington, D.C. gewählt, wo er am 4. März 1865 die Nachfolge von William H. Wadsworth antrat. Bis zum 3. März 1867 konnte er eine Legislaturperiode im Kongress absolvieren. In dieser Zeit endete der Bürgerkrieg. Außerdem wurde damals der 13. Verfassungszusatz ratifiziert, der die Sklaverei abschaffte. Seit 1865 war die Arbeit des Kongresses von den Spannungen zwischen den Republikanern und Präsident Andrew Johnson überschattet, die in einem nur knapp gescheiterten Amtsenthebungsverfahren gipfelten.
Im Jahr 1866 unterlag McKee bei den Kongresswahlen. Nach einem erfolgreichen Protest gegen den Wahlausgang konnte er am 22. Januar 1868 seinen Sitz im Parlament wieder einnehmen und bis zum 3. März 1869 die laufende Legislaturperiode beenden. Inzwischen war er Mitglied der Republikanischen Partei geworden. 1868 verzichtete McKee auf eine erneute Kandidatur. Im Jahr 1866 war er Delegierter auf einer Konferenz von Politikern aus dem Süden, die während des Bürgerkriegs der Union treu geblieben waren. Zwischen 1869 und 1871 arbeitete er für die Stadt Louisville im Rentendezernat. Danach praktizierte er wieder als Anwalt. Samuel McKee starb am 11. Dezember 1898 in Louisville.